# Corps d'armée de montagne norvégien
Le corps d'armée de montagne norvégien (en allemand : Gebirgs-Armeekorps Norwegen) était un corps d'armée de l'armée de terre allemande: la Heer au sein de la Wehrmacht pendant la Seconde Guerre mondiale.

## Hiérarchie des unités
| Nom          | Nbre d'hommes       | Unités subalternes                | Grade de commandement                 |
| ------------ | ------------------- | --------------------------------- | ------------------------------------- |
| Heeresgruppe | + 300 000           | 2 à + Armeen (Armées)             | Generaloberst ou Generalfeldmarschall |
| Armee        | + 100 000 - 300 000 | 2 à + Armeekorps (Corps d'armées) | General ou Generaloberst              |
| Armeekorps   | + 30 000 - 80 000   | 2 à + Divisionen (Division)       | Generalleutnant ou General            |
| Division     | + 10 000 – 20 000   | 2 à 6 Brigaden (Brigade)          | Generalmajor ou Generalleutnant       |
| Brigade      | + 3 000 – 5 000     | jusqu'à 3 Regimentern (Régiment)  | Oberst ou Generalmajor                |

## Historique
Le Gebirgs-Armeekorps Norwegen est formé le 1er juillet 1940 en Norvège à partir du Gruppe XXI et de la 3. Gebirgs-Division.

Il est renommé XIX. Gebirgs-Armeekorps le 10 novembre 1942.

## Organisation

### Commandants successifs
| Date                               | Grade                | Commandant         |
| ---------------------------------- | -------------------- | ------------------ |
| 14 juin 1940 - 15 janvier 1942     | Generaloberst        | Eduard Dietl       |
| 15 janvier 1942 - 10 novembre 1942 | Generalfeldmarschall | Ferdinand Schörner |

### Chef des Generalstabes
| Date                               | Grade       | Commandant        |
| ---------------------------------- | ----------- | ----------------- |
| 16 juin 1940 - 16 juillet 1942     | Oberst i.G. | Karl von Le Suire |
| 16 juillet 1942 - 10 novembre 1942 | Oberst i.G. | Hans Degen        |

### Officier d'Opération  (1. Generalstabsoffizier (Ia))
| Date                            | Grade          | Commandant       |
| ------------------------------- | -------------- | ---------------- |
| 16 juin 1940 - 10 mai 1941      | Major i.G.     | Werner Müller    |
| 10 mai 1941 - 21 août 1942      | Hauptmann i.G. | Kurt Busch       |
| 21 août 1942 - 10 novembre 1942 | Major i.G.     | Erwin Fußenegger |

## Théâtres d'opérations
- Norvège : Juin 1940 - Novembre 1942

## Ordre de batailles

### Rattachement d'Armées
| Date        | Armée             | Groupe d'Armées |
| ----------- | ----------------- | --------------- |
| 1940        |                   |                 |
| 1er juillet | Gruppe XXI        | OKW             |
| 1941        |                   |                 |
| 1er janvier | AOK Norwegen      | OKW             |
| 1942        |                   |                 |
| 1er janvier | AOK Norwegen      | OKW             |
| 22 juin     | 20. Gebirgs-Armee | OKW             |

### Unités subordonnées
5 avril 1941
- 3. Gebirgs-Division
- 2. Gebirgs-Division

3 septembre 1941
- 3. Gebirgs-Division
- 2. Gebirgs-Division

2 janvier 1942
- 6. Gebirgs-Division
- 2. Gebirgs-Division

12 août 1942
- 6. Gebirgs-Division
- 2. Gebirgs-Division
- 214. Infanterie-Division
- 69. Infanterie-Division

## Sources
- (de) Gebirgs-Armeekorps Norwegen sur lexikon-der-wehrmacht.de